# Le Grand Cahier
Ne doit pas être confondu avec Le Grand Cahier (film).
Le Grand Cahier est un roman d'Agota Kristof publié en 1986. Il constitue le premier tome de la « Trilogie des jumeaux », le deuxième tome étant La Preuve et la trilogie se terminant avec Le Troisième Mensonge.

## Résumé
Dans la Grande Ville, la guerre fait rage. Pour l'éviter, une femme dépose ses deux jumeaux chez leur grand-mère à la campagne. Celle-ci, vieille femme méchante, sale et avare, les admet tout juste chez elle. Les deux enfants, livrés à eux-mêmes, apprendront à surmonter le froid, la faim et les cruautés quotidiennes dans un pays dévasté.
Le « Grand Cahier » est celui dans lequel les deux enfants s'astreignent à rédiger avec la plus grande objectivité possible leurs découvertes et leurs apprentissages.
Par exemple, « Il est interdit d'écrire : « la Petite Ville est belle », car la Petite Ville peut être belle pour nous et laide pour quelqu'un d'autre ».
Les deux enfants, monstrueux et fascinants, rejettent ainsi toute morale voire toute valeur et, bien malgré eux, se construisent les leurs.
Ce récit froid et factuel projette de plein fouet le lecteur dans la réalité de la guerre.

## Le Grand Cahieret «l'affaire d'Abbeville»
Le Grand Cahier d'Agota Kristof est également connu pour la polémique qu'il a engendrée, à la suite de ce que la presse a appelé « l'affaire d'Abbeville ». Le 23 novembre 2000, des policiers ont interrompu la classe d'un enseignant de troisième à Abbeville pour l'emmener au commissariat, à la suite de la plainte de certains parents d'élèves, qui avaient déclaré que le professeur recommandait à leurs enfants des lectures pornographiques, alors qu'il s'agissait du Grand Cahier.
L'œuvre était pourtant au programme de nombreux lycées, et considérée comme un classique de la littérature contemporaine. L'affaire fut vite close, notamment grâce au soutien à l'enseignant de la part de nombreux intellectuels et professeurs. De son côté, le ministre de l'Éducation Nationale, Jack Lang, avait envoyé une lettre de soutien au principal du collège : « Il s'agit là, écrivait-il, d'une situation anormale que je ne saurais approuver. Ces choix relèvent uniquement de la compétence des équipes que vous avez la responsabilité d'encourager ».
Ce roman ouvre donc le débat sur la censure de la « littérature ado », et est très souvent pris en exemple dans ce contexte. Ainsi, dans son essai Qui a peur de la littérature ado ?, Annie Rolland consacre tout un chapitre à cette polémique.

## Influence
Le jeu vidéo Mother 3 fut influencé par les thèmes majeurs du Grand Cahier. Les personnages principaux du jeu, Lucas et Claus, sont baptisés d'après les narrateurs du livre. Le concepteur du jeu, Shigesato Itoi, lui-même écrivain, compara en termes élogieux le roman à un RPG.

## Adaptation

### Cinéma
Le roman est adapté par le réalisateur hongrois János Szász dans son film au titre homonyme sorti en 2013 (titre hongrois : A nagy füzet).
Le film est sélectionné pour représenter la Hongrie aux Oscars du cinéma 2014 dans la catégorie meilleur film en langue étrangère et fait partie des neuf films susceptibles d'être nommés.

### Théâtre
Pièce adaptée et mise en scène par Catherine Vidal, elle est jouée à Montréal au Théâtre Prospero en 2009, puis à Ottawa au Centre national des arts en 2012. Olivier Morin et Renaud Lacelle-Bourdon interprètent le rôle des jumeaux  .

## Livre audio
- Agota Kristof, Le Grand Cahier, Paris, éd. Livraphone, 19 février 2003 (ISBN 978-2-87809-288-2, BNF 40071809)Texte intégral ; narrateur : Éric Herson-Macarel ; support : 3 disques compacts audio ; durée : 3 h 24 min environ ; référence éditeur : Livraphone LIV 294C.
- Agota Kristof, Le Grand Cahier, Paris, éd. Livraphone, 4 novembre 2004 (EAN 335-89-500-0037-1, BNF 40103792)Texte intégral ; narrateur : Éric Herson-Macarel ; support : 1 disque compact audio MP3 ; durée : 3 h 24 min environ ; référence éditeur : Livraphone LIV 294M.